# اي كي بينغو!

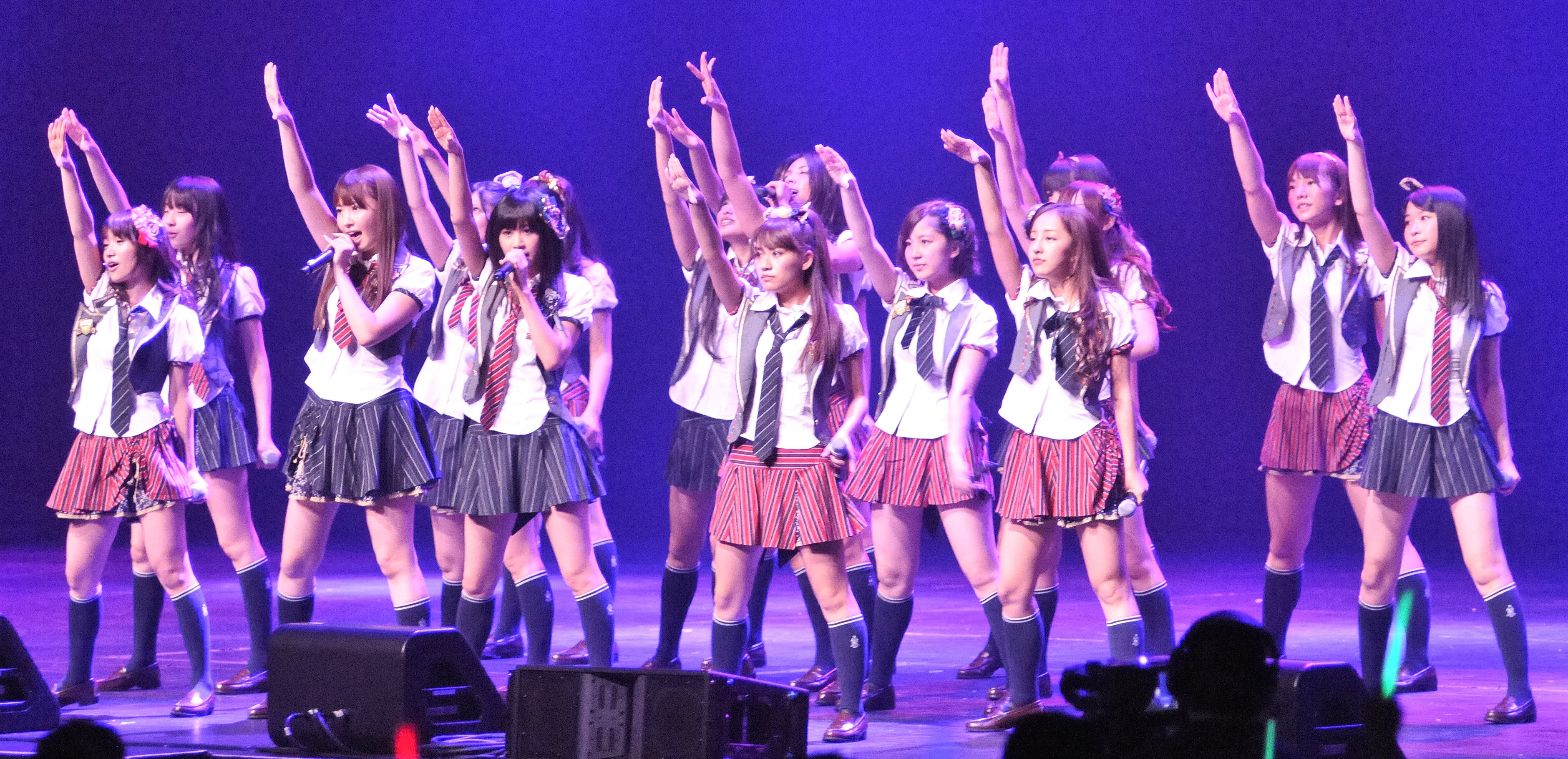
أعضاء إيه كيه بي48

اي كي بينغو! (بالإنجليزية: AKBINGO!) (باليابانية: エーケービンゴ) هو برنامج منوعات ياباني شهير، ارتبط ارتباطًا وثيقًا بفرقة الفتيات إيه كيه بي48. بدأ عرض البرنامج أسبوعيًا على شبكة تلفزيون نيبون في 1 أكتوبر 2008، واستمر حتى 24 سبتمبر 2019، مقدمًا للمشاهدين 502 حلقة مليئة بالترفيه والتشويق.
تميز البرنامج بتقديمه مجموعة متنوعة من الفقرات الترفيهية، حيث شاركت عضوات الفرقة في تحديات ومسابقات مرحة، بالإضافة إلى حل الألغاز وممارسة أنشطة رياضية. ساهمت هذه الفقرات في إبراز شخصيات العضوات وتعزيز التفاعل مع الجمهور، مما جعل البرنامج يحظى بشعبية واسعة في اليابان وخارجها.

## روابط أضافية
- الموقع الرسمي
 (باليابانية)